# Tre Venner
Tre Venner er en amerikansk stumfilm fra 1913 af D. W. Griffith.

## Medvirkende
- Henry B. Walthall som Ned Billings
- Blanche Sweet
- John Francis Dillon
- Lionel Barrymore
- Joseph McDermott